# Teruo Iwamoto
Teruo Iwamoto (岩本 輝雄?, Iwamoto Teruo; Prefettura di Kanagawa, 2 maggio 1972) è un ex calciatore giapponese, di ruolo centrocampista.